# Chamaesaracha darcyi
Chamaesaracha darcyi är en potatisväxtart som beskrevs av Averett. Chamaesaracha darcyi ingår i släktet Chamaesaracha och familjen potatisväxter. Inga underarter finns listade i Catalogue of Life.